# Rúnne
Rúnne (en (ucraïnès): Рунне i en rus: Рунное, Rúnnoie) és un poble de la República Autònoma de Crimea, a Ucraïna, que el 2014 tenia 375 habitants. Pertany al districte rural de Saki.